# Sandro Salvucci
Sandro Salvucci (* 3. dubna 1965 Macerata) je italský římskokatolický duchovní a arcibiskup Pesara.

## Život
Narodil se 3. dubna 1965 v Maceratě.
Po střední škole vstoupil do arcibiskupského semináře ve Fermu, kde se na místním teologickém institutu věnoval studiu teologie a filosofie. Po získání bakalářského titulu odešel do Říma, kde pobýval v Almo collegio Capranica a studoval na Papežské univerzitě Gregoriana. Po získání licenciátu z teologie byl 25. září 1993 arcibiskupem Cletem Belluccim vysvěcen na kněze a inkardinován do arcidiecéze Fermo. Stal se farním vikářem u Santissima Annunziata v Porto Sant'Elpidio.
Od roku 1998 měl na starost arcidiecézní úřad pro pastorační povolání. Tuto funkci vykonávala do roku 2012. Mezitím, se roku 2006 stal rektorem arcibiskupského semináře ve Fermu. Vykonával další pastorační služby ve farnostech.
Dne 12. března 2022 jej papež František jmenoval metropolitním arcibiskupem Pesara. Biskupské svěcení přijal 1. května z rukou arcibiskupa Piera Coccia a spolusvětiteli byli arcibiskup Rocco Pennacchio a biskup Armando Trasarti. Dne 29. června stejného roku obdržel od papeže pallium.
Dne 7. ledna 2023 byla arcidiecéze Pesaro a arcidiecéze Urbino-Urbania-Sant'Angelo in Vado spojena pod úřad jednoho arcibiskupa. Tím se stal také arcibiskupem Urbino-Urbania-Sant'Angelo in Vado.